# Джузеппе Торнаторе
Джузе́ппе Торнато́ре (італ. Giuseppe Tornatore; 27 травня 1956, Багерія, Італія) — італійський кінорежисер, сценарист і продюсер.

## Біографія
Народився 27 травня 1956 року в Багерії біля Палермо на Сицилії. У 16 років захопився акторською грою і театром, керував постановками творів Луїджі Піранделло та Едуардо де Філіппо. У кіно дебютував документальним фільмом «Етнічні меншини Сицилії» (Le minoranze etniche in Sicilia), який отримав приз фестивалю в Салерно. До виходу його першого повнометражного фільму «Каморрист» у 1986 році працював на італійському телебаченні, знімаючи документальні фільми й передачі. Фільм «Каморрист» високо оцінили глядачі та критики, режисера нагороджено Срібною стрічкою Національного синдикату кіножурналістів Італії за найкращу режисуру. 1988 року виходить у світ фільм Новий кінотеатр «Парадізо», який здобув безліч нагород (у тому числі премію Оскар як найкращий іноземний фільм), забезпечивши Торнаторе майбутнє всесвітньовідомого режисера.
У Торнаторе знімалися Білл Нанн, Жак Перрен, Жерар Депардьє, Роман Поланскі, Серджіо Кастеллітто, Тім Рот, Філіпп Нуаре, Моніка Беллуччі.

## Фільмографія

### Режисер
- 1986 — Каморрист / Il camorrista
- 1988 — Новий кінотеатр «Парадізо» / Nuovo Cinema Paradiso
- 1990 — У них все добре / Stanno tutti bene
- 1991 — Особливо по неділях / La domenica specialmente
- 1994 — Звичайна формальність / Una pura formalità
- 1995 — Фабрика зірок / L'uomo delle stelle
- 1998 — Легенда про піаніста / La leggenda del pianista sull'oceano
- 2000 — Малена / Malèna
- 2006 — Незнайомка / La sconosciuta
- 2009 — Баарія / Baarìa — La porta del vento
- 2013 — Найкраща пропозиція / La migliore offerta
- 2016 — Кореспонденція / La corrispondenza
- 2021 — Енніо. Маестро / Ennio — The Maestro

### Сценарист
- 1984 — Сто днів у Палермо / Cento giorni a Palermo (режисер Джузеппе Феррара)
- 1988 — Новий кінотеатр «Парадізо» / Nuovo Cinema Paradiso